# Haramosh II
Der Haramosh II ist ein Berg im Karakorum-Gebirge in Pakistan.

## Lage
Der 6666 m hohe Haramosh II liegt in den Rakaposhi-Haramosh-Bergen im „Kleinen Karakorum“. Er ist über einen Berggrat mit dem 12,94 km südwestlich gelegenen Haramosh (7406 m) verbunden. Dazwischen liegt ein 5700 m Sattel sowie der Mani Peak (6685 m), ein Nebengipfel des Haramosh. Entlang der Westflanke des Haramosh II strömt der Haramosh-Gletscher in nördlicher Richtung zum Chogolungma-Gletscher. Auf der gegenüberliegenden Seite des Haramosh-Gletschers erhebt sich in nordwestlicher Richtung der Laila Peak (6986 m). Im Osten trennt der Östliche Haramosh-Gletscher den Haramosh II vom Paraber (6321 m).

## Besteigungsgeschichte
Der Haramosh II wurde im Jahr 1995 von einer britischen Expedition erstbestiegen. Deren Aufstiegsroute führte vom Chogolungma-Gletscher aus über einen Bergsporn an der Nordwestseite des Bergs zum Gipfel.
Eine Dreiergruppe bestehend aus Brian Davison, Colin Wells und Dave Wilkinson erreichte am 6. August zuerst den Gipfel. Paul Nunn und Geoff Tier folgten ihnen am selben Tag auf den Gipfel, verunglückten jedoch beim Abstieg tödlich.